# Meranoplus leveillei
Meranoplus leveillei é uma espécie de formiga do gênero Meranoplus, pertencente à subfamília Myrmicinae.